# Edward Newman

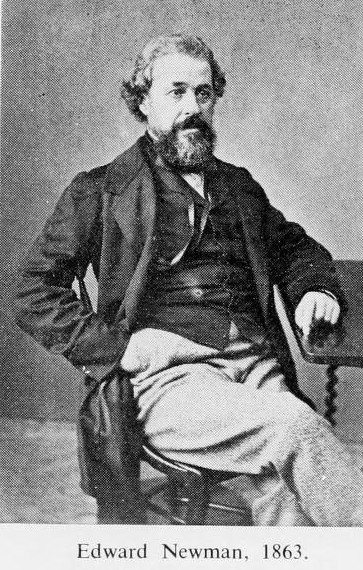
Edward Newman (1863).

Edward Newman (Hampstead, 13 de Maio de 1801 — Peckham, 12 de Junho de 1876) foi um entomologista, botânico e escritor britânico. Foi membro fundador da Sociedade Entomológica de Londres e da Linnean Society of London.

## Biografia
Edward Newman nasceu em Hampstead no seio de uma família ligada ao comércio e de confissão Quaker. Ambos progenitores eram entusiastas do estudo da História Natural, instilando no filho o gosto pelo mundo natural, gosto que foi reforçado no internato que frequentou em Painswick. Terminou os estudos aos 16 anos de idade e passou a trabalhar na empresa comercial de seu pai em Guildford. Em 1826 mudou-se para Deptford onde passou a trabalhar numa cordoaria.
Em Deptford passou a conviver com alguns entomologistas, incluindo Edward Doubleday, sendo um dos membros fundadores do Entomological Club daquela cidade. Em 1832 foi eleito para o cargo de editor do periódico do clube, The Entomological Magazine, e no ano seguinte foi eleito sócio da Linnean Society e foi um dos membros fundadores da Entomological Society of London.
Edward Newman casou em 1840, ano em que publicou a primeira edição da obra A History of British Ferns and Allied Plants. Por essa altura associou-se a uma empresa de tipógrafos de Londres, a Luxford & Co., e passou a trabalhar como impressor e editor de livros sobre história natural e ciência. Mais tarde foi o editor de história natural do periódico The Field, editor do The Zoologist e editor do The Entomologist. Entre as suas obras mais significativas incluem-se: Birds-nesting (1861), New Edition of Montagu's Ornithological Dictionary (1866),  Illustrated Natural History of British Moths (1869) e Illustrated Natural History of British Butterflies (1871). Eward Newman é também autor da obra The letters of Rusticus on the natural history of Godalming. O tópico dessas "cartas" é a entomologia económica, sendo que algumas delas foram publicadas no Chamber's Journal.
A obra de Edward Newman intitulada Attempted division of British Insects into natural orders, estabelece muitas novas famílias de insectos, sendo considerada uma importante obra de classificação científica.
Edward Newman desenvolveu uma teoria da interdependência das populações de insectos da Grã-Bretanha com as da Europa continental, na qual expressou a opinião de que algumas espécies de borboletas, como Pontia daplidice, Daphnis nerii e Lampides boeticus, poderiam voar através do Canal da Mancha. Esta ideia das borboletas migradoras levou a que fosse ridicularizado pelos seus pares. Em 1853 foi eleito membro da Academia Leopoldina (Deutsche Akademie der Naturforscher Leopoldina).
Também se interessou pela paleontologia, estudando os fósseis dos pterossauros (ordem Pterosauria), que não considerou como aparentados com os répteis extantes, vendo-os como esqueletos de morcegos marsupiais. Esta conclusão assentava sobre informações anteriores que afirmavam que alguns fósseis de pterossauro apresentavam tufos de pelo, o que sugeriria não poderem ser típicos répteis de sangue frio. Como resultado, publicou numa edição de 1843 do The Zoologist uma reconstrução dos pterossauros como animais recobertos de pelagem. Tanto quanto se sabe, a obra de Newman foi a primeira reconstrução dos pterossauros como animais de sangue quente e com pelo, o que os resultados da moderna investigação parecem confirmar. Contudo, acredita-se actualmente que aqueles animais eram répteis altamente evoluídos e não marsupiais. No seu artigo, Newman argumenta que seria muito improvável que as suas opiniões estivessem correctas pois autoridades, como Georges Cuvier e William Buckland afirmavam que os pterossauros eram répteis, mas ainda assim, era possível que aqueles peritos estivessem enganados.

## Obra
Entre muitas outras, Edward Newman é autor das seguintes obras:
- Attempted division of British Insects into natural orders (1834)
- A History of British Ferns and allied Plants (1840)[7]
- Proposed division of Neuroptera in two classes (1853)
- Birds-nesting (1861)
- New Edition of Montagu's Ornithological Dictionary (1866)
- Illustrated Natural History of British Moths (1869)
- Illustrated Natural History of British Butterflies (1871)
- Attempted division of British Insects into natural orders.[8]